# Malanphulan
Malanphulan (také známá jako Malangphutang) je hora ve východním Nepálu v pohoří Himálaje. Hora je vysoká 6 573 m n. m. a leží v oblasti Khumbu, jihovýchodně od vesnice Pangboche.
Malanphulan je spojena hřebenem se západní horou Kangtega (6783 m). Hřeben vede z Malanphulanu na východ a později se rozdělí na sever, na východ a na jih. Na severu pokračuje hřeben k Ama Dablam (6856 m) a směrem jih vede k vrcholu Peak 41 (6623 m). Na jihovýchodním boku Malanphulanu se táhne ledovec Hinku Shar a na západním boku ledovec Hinku Nup.

## Prvovýstup
Horolezci Peter Carse a Supy Bullard vystoupili na vrchol hory Malanphulan 28. dubna 2000 západní stěnu.